# Limitations de vitesse en Lettonie

Panneau des limitations de vitesse en Lettonie

Les limitations de vitesse en Lettonie (abréviation officielle: LV - pour "Latvija") sont les suivantes :
- En ville, la vitesse est limitée à 50 km/h.
- Hors agglomération, la vitesse est limitée à 90 km/h. 
  - Cependant, certaines 2x2 voies sont limitées à 100 km/h
- Pas d'autoroute